# Limenitis herculeana
Limenitis herculeana är en fjärilsart som beskrevs av Hans Ferdinand Emil Julius Stichel 1909. Limenitis herculeana ingår i släktet Limenitis och familjen praktfjärilar. Inga underarter finns listade i Catalogue of Life.